# Jugoslávská liga ledního hokeje 1959/1960
Sezóna 1959/1960 byla 18. sezónou Jugoslávské ligy ledního hokeje. Vítězem se stal tým HK Jesenice. Turnaj se konal ve dnech 10. ledna až 28. února 1960.

## Konečná tabulka
1. HK Jesenice
2. HK Partizan
3. OHK Bělehrad
4. HK Ljubljana
5. HK Crvena Zvezda Bělehrad
6. HK Segesta Sisak